# Circa Waves
I Circa Waves sono un gruppo musicale inglese formatosi nel 2013 a Liverpool. Il gruppo è composto dal cantante e chitarrista Kieran Shudall, dal chitarrista Joe Falconer, dal bassista Sam Rourke e dal batterista Colin Jones.

## Storia

### Primi anni (2013)
Kieran Shudall conosce Sam Rourke e Sian Plummer tramite amici in comune al Liverpool Sound City nel 2013. Successivamente incontra anche Joe Falconer, che lavora al festival come direttore di scena. Tra l'estate e l'autunno del 2013, il gruppo suona in diversi tour in giro per il Regno Unito, includendo anche dei concerti segreti. In un'intervista del 2014, Joe Falconer, a proposito dell'origine del nome della band, dichiara: «Kieran ha scritto il demo di Young Chasers, l'ha registrato e l'ha caricato su Soundcloud in un giorno. Mentre lo stava caricando, aveva bisogno di un nome ed è stata la prima cosa che gli è passata per la testa in quella frazione di secondo. Non penso si rendesse conto al tempo di quanto importante sarebbe stata quella frazione di secondo!».

### Singolo di debutto e primo EP (2013-2014)
Il 2 dicembre 2013, il gruppo pubblica il singolo di debutto Get Away/Good For Me. Il secondo singolo, Stuck In My Teeth, viene scelto da Zane Lowe come Hottest Record in the World. A marzo 2014, il gruppo apre l'NME Awards Tour, a cui prendono parte anche gruppi come i Temples, gli Interpol ed i Royal Blood. Il 10 giugno 2014, viene pubblicato il primo EP del gruppo, Young Chasers. Il 2 luglio 2014, viene pubblicata una versione giapponese del medesimo EP.
Durante l'estate del 2014, i Circa Waves suonano in diversi festival in giro per il mondo, tra cui l'Hurricane Festival, il T in the Park, il Glastonbury Festival, il Summer Sonic Festival ed il Festival di Reading e Leeds. Sempre nel 2014, aprono alcuni concerti dei 1975 e dei Libertines.

### Young Chasers(2015)
Nel 2015, il batterista Sian Plummer lascia il gruppo e viene sostituito da Colin Jones. Il 30 marzo 2015, viene pubblicato il primo album in studio, Young Chasers. Il disco raggiunge la posizione numero 10 nella UK Album Chart. In estate, i Circa Waves suonano in alcuni festival inglesi, tra cui il Glastonbury Festival, il Festival di Reading e Leeds ed il Boardmasters Festival. Ad ottobre, la band intraprende un tour per il Regno Unito, che include un concerto sold-out alla Brixton Academy.

### Different Creatures(2016–2017)
Il 26 novembre 2016, il gruppo annuncia l'uscita del secondo album Different Creatures, prevista per l'anno successivo. Lo stesso giorno, viene pubblicato il singolo Wake Up. Il 26 gennaio 2017 esce il secondo singolo del nuovo disco, Fire That Burns. L'album viene pubblicato il 10 marzo 2017 e raggiunge la posizione numero 11 nella UK Album Chart.

### What's It Like Over There?(2018–2019)
A novembre 2018 viene annunciata l'uscita del terzo album dei Circa Waves, What's It Like Over There?. Il disco, la cui uscita è prevista per il 5 aprile 2019, viene anticipato dai singoli Movies e Be Somebody Good. Nei primi due mesi del 2019 vengono inoltre pubblicati i singoli Me, Myself and Hollywood e Times Won't Change Me. L'album riscuote un buon successo commerciale e raggiunge la posizione numero 10 della UK Album Chart.

### Sad Happy(2019–presente)
Il 19 novembre 2019 viene pubblicato il singolo Jacqueline, accompagnato dall'annuncio dell'uscita del quarto album in studio del gruppo, intitolato Sad Happy. Il disco viene pubblicato in due parti. Il lato Happy viene pubblicato a gennaio 2020, mentre due mesi dopo viene pubblicato il lato Sad. Secondo i membri del gruppo, il concetto di questo doppio album «rappresenta due facce di questa età satura di tecnologia ed altamente insicura.»

## Formazione

### Formazione attuale
- Kieran Shudall – voce, chitarra (2013–presente)
- Sam Rourke – basso (2013–presente)
- Colin Jones – batteria (2015–presente)
- Joe Falconer – chitarra (2013–presente)

### Ex componenti
- Sian Plummer – batteria (2013–2015)

## Discografia

### Album in studio
- 2015 – Young Chasers
- 2017 – Different Creatures
- 2019 – What's It Like Over There?
- 2020 – Sad Happy
- 2023 – Never Going Under
- 2025 - Death & Love Pt.1

### EP
- 2014 – Young Chasers
- 2015 – T-Shirt Weather

### Singoli
- 2013 – Get Away/Good For Me
- 2014 – Stuck In My Teeth
- 2014 – Young Chasers
- 2014 – So Long
- 2015 – Fossils
- 2015 – T-Shirt Weather
- 2015 – My Love
- 2015 – Something Like You
- 2016 – Wake Up
- 2017 – Fire That Burns
- 2017 – Stuck
- 2018 – Movies
- 2018 – Be Somebody Good
- 2019 – Me, Myself and Hollywood
- 2019 – Times Won't Change Me